# Tossal Redó (partida rural de Muchamiel)
Tossal Redó es una partida rural del municipio de Mutxamel, en la provincia de Alicante. Situada en el espacio natural de Monnegre, y del Paraje Natural Municipal Bec de l’Àguila. Conocida por su geología y su pasado minero. Es la partida más oeste del municipio, con una superficie de 4,81 km². Limita al sur con la Partida Baiona Alta y al este con la Partida El Boter, ambas en Mutxamel, también al norte y oeste con la Partida Boqueres, perteneciente a San Vicente del Raspeig.
La partida cuenta con aproximadamente 180 viviendas y una población de 335 habitantes, distribuidos en dos sectores urbanos: Tossal Redó I y Tossal Redó II. El 80% de la población reside allí durante todo el año.

Término de Tossal Redó

El punto más alto de la partida es la Loma del Sabinar, con 469 metros de altitud, que marca la frontera norte entre Mutxamel y San Vicente del Raspeig. Sin embargo, su montaña principal, el Tossal Redó tiene un altura de 424 metros de altitud.

## Toponimia
El nombre Tossal Redó fue empleado por primera vez de forma documentada por el geólogo Daniel Jiménez de Cisneros en 1908, quien clasificó la montaña principal, de 424 metros de altitud, como Tossal Redó I, y al cerro colindante, de 361 metros, como Tossal Redó II. El término proviene del valenciano, donde tossal significa «cerro» o «colina», y redó alude a su forma redondeada, en referencia a la silueta suave y prominente del relieve.
En 1910, la partida fue registrada oficialmente como La Vibra i Tossal Redó. El término La Vibra hacía referencia al sonido vibrante del viento al pasar entre la densa vegetación que antiguamente cubría la zona. Aunque esta denominación cayó en desuso en el habla común y en la cartografía, se mantuvo en los registros catastrales hasta finales del siglo XX. Con la urbanización y edificación de la zona, el nombre Tossal Redó se consolidó como la única forma utilizada en documentos oficiales, mapas y señalética local.
Actualmente, el nombre de La Vibra sobrevive únicamente en el callejero, dando nombre a la vía Camí la Vibra, ubicada en el sector este de la urbanización.

## Población
La partida cuenta con una población de 335 habitantes. La mayoría de ellos son procedentes del municipio vecino de San Vicente del Raspeig, y de la ciudad de Alicante, dada su proximidad geográfica, población y conexiones viales.

## Historia

### Edad Moderna y Contemporánea

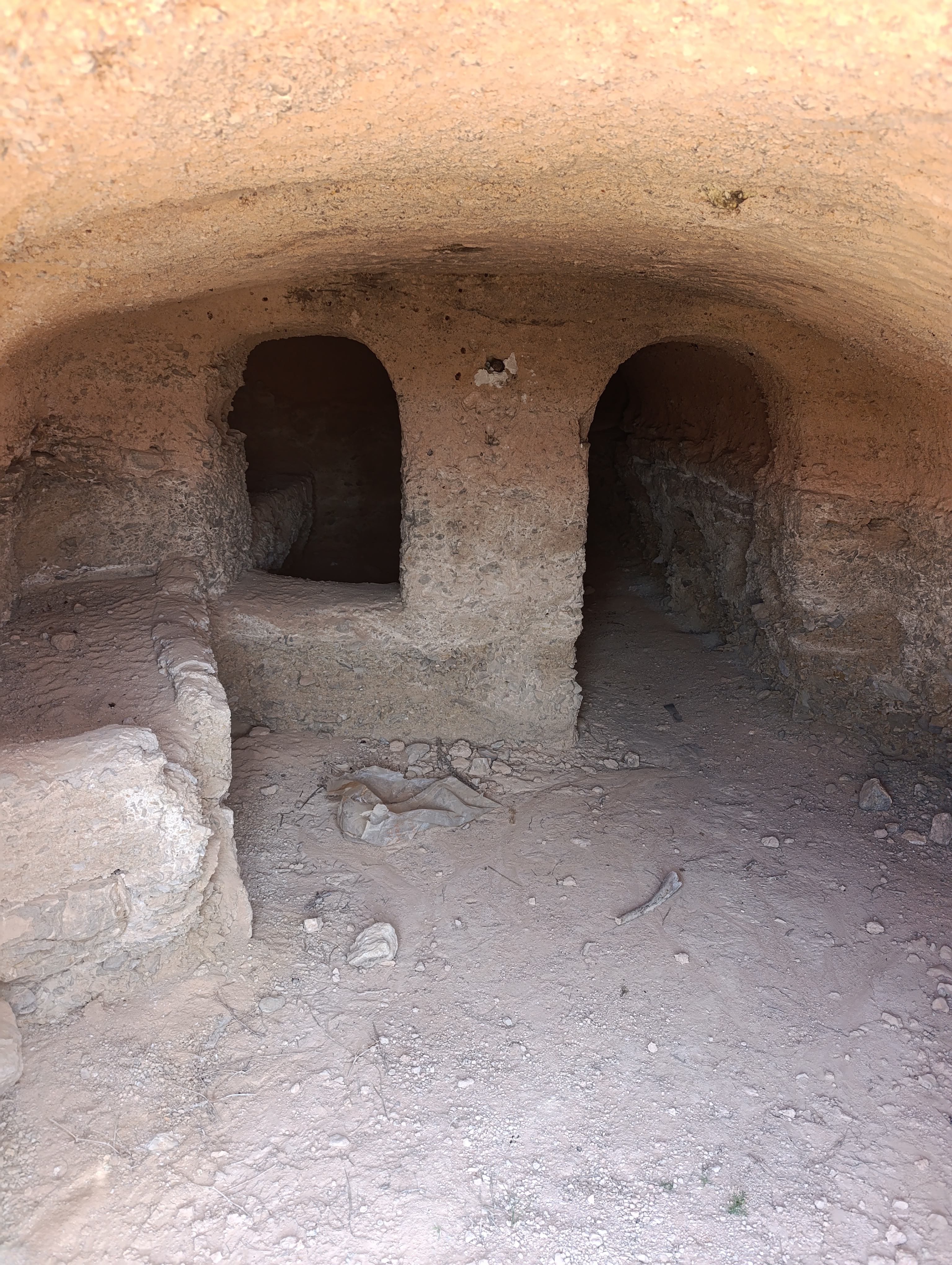
Cueva antigua ubicada en la Partida Tossal Redó

#### SigloXV, XVI, XVII, XVIII
Tras la Reconquista, la huerta de Alicante y sus alrededores, incluyendo lo que hoy conocemos como Tossal Redó, fueron repoblados y utilizados para actividades agrícolas y ganaderas. La zona se consolidó como un núcleo rural importante, y fue un período de crecimiento agrícola gracias a las mejoras en el sistema de riego. En este tiempo, la huerta de Alicante experimentó un auge, con cultivos de regadío como arroz y vid.El siglo XVIII trajo consigo un auge económico, favorecido por el crecimiento de la agricultura, lo que hizo que muchas familias se volvieran de alto poder económico..

#### SigloXIX: Minería del Ocre y primeras edificaciones residenciales
Durante el siglo XIX, Tossal Redó se destacó por la explotación minera de ocre amarillo, un pigmento muy valorado en la época. En 1868, la montaña y la partida fueron adquiridas por Nicolás Sánchez. Tras su fallecimiento, su esposa, Rita Morote García, heredó la propiedad y, en 1908, la vendió a su hijo Vicente Sánchez Morote y a Juan Asensi Sánchez por 500 pesetas.

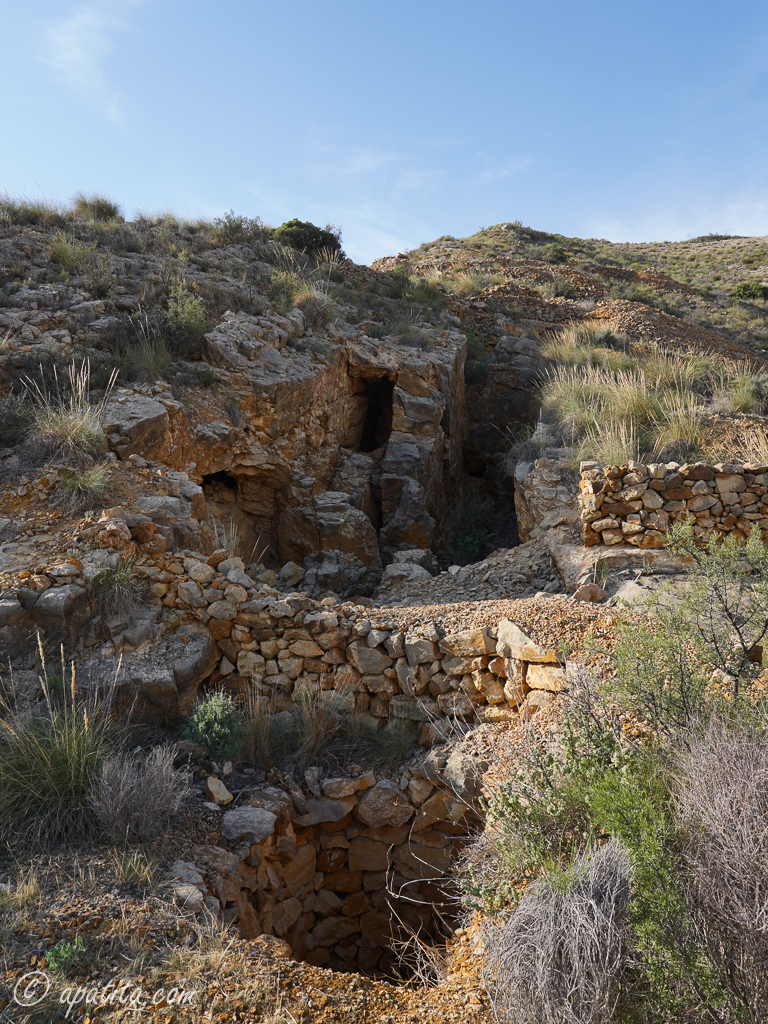
Mina de Ocre

Durante este período, se registraron varias concesiones mineras en la zona, como las minas El Sabinar Primero y El Sabinar Segundo', demarcadas en 1891 por Federico Ghiglione Brotons, quien tenía tierras agrícolas en la partida debido a su familia materna, Los Brotons eran los dueños de la mayoría de los terrenos en Tossal Redó y Boqueres, estos dieron nombre al barranco que está al oeste de la urbanización principal, el Barranc de Brotons y caminos como Camí Fondo de Lo Brotons o Camí Vell de Brotons. 
En este siglo también se empezaron a construir algunas masías o pequeñas casas señoriales, como la Casa Ramonet, que dio nombre al sendero que conducía a sus terrenos. Esta masía figura en los inventarios oficiales de edificaciones de la zona y aparece, como punto de referencia en la partida (junto a otras casas como la Casa Nova).
La denominación Ramonet procede del apellido de la familia propietaria. Durante generaciones, tanto la casa como el camino de acceso mantuvieron este topónimo, de modo que el Camí Ramonet señala hoy en día la vía histórica que llevaba a aquella construcción señorial.
Otro histórico camino es el Camí de la Casa Nova conocido simplemente como Camí del Tossal Redó por ser la vía tradicional de acceso a la colina, este sendero vio cambiar su denominación de manera efímera a mediados del siglo XIX. Con la construcción de la Casa Nova, una pequeña masía erigida en 1864 por la familia Grau en la ladera este, el trayecto llegó a ser referenciado coloquialmente como Camí de la Casa Nova'.
No obstante, con el paso de las décadas y la progresiva desaparición de la propia Casa Nova, el topónimo asociado a aquella vivienda perdió todo arraigo en el callejero local. A día de hoy, el nombre oficial se ha restablecido como Camí del Tossal Redó, recuperando así su designación histórica y aludiendo de nuevo al cerro redondeado que caracteriza el paisaje de Mutxamel. 

#### SigloXX: Declive de la Minería y Urbanización

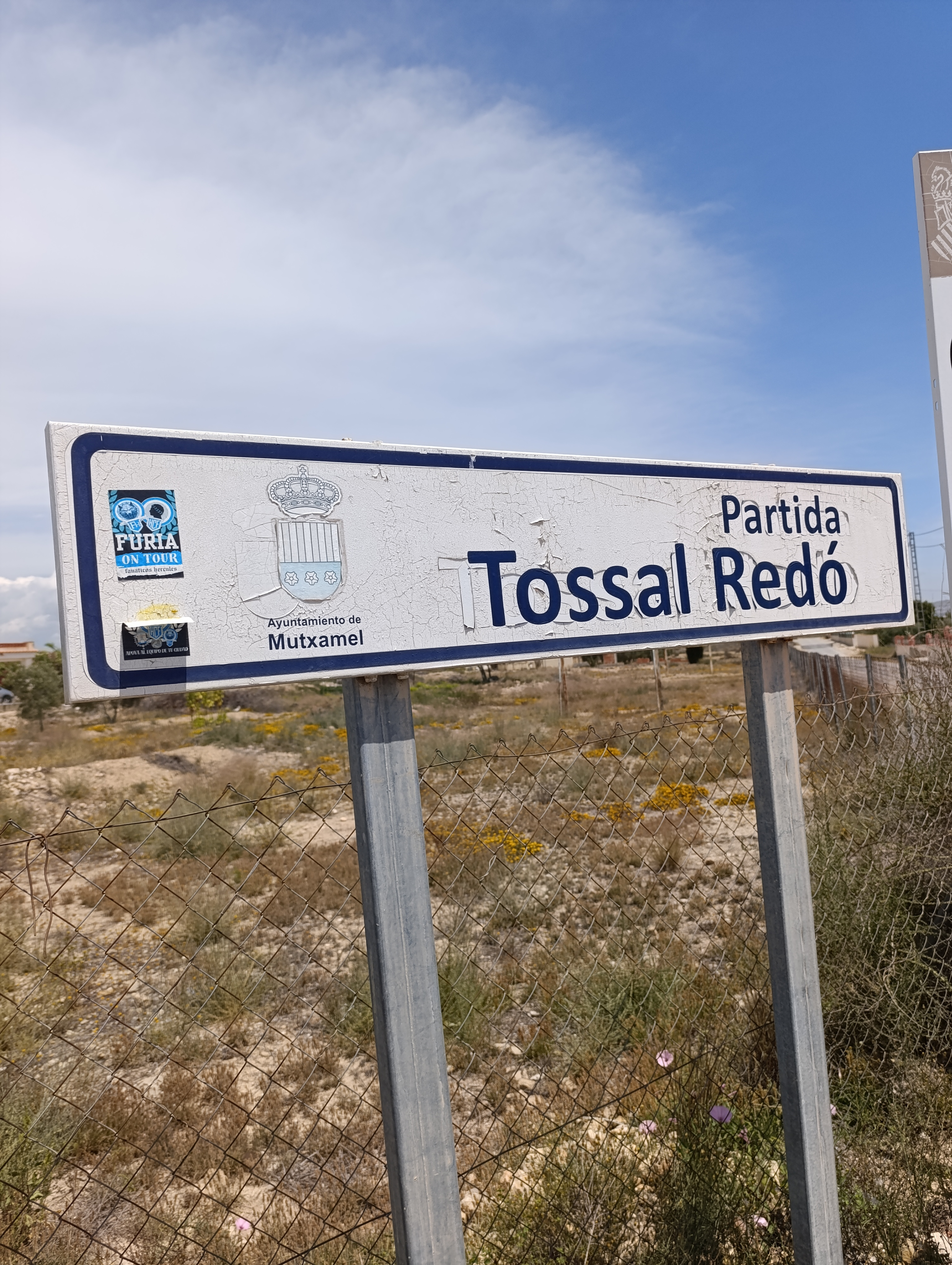
Cartel entrada al término de Tossal Redó desde el Camí Fondo de Lo Brotons

A comienzos del siglo XX, el Sr. Ramonet, propietario de varias parcelas en el Tossal Redó, tuvo conflictos con el industrial Federico Ghiglione Brotons, quien utilizó parte de sus tierras para actividades agrícolas sin contar con su autorización expresa. Además, existían intenciones por parte de Ghiglione de extraer ocre en zonas cercanas, lo que generó aún mayor tensión. Este enfrentamiento refleja el carácter firme y protector de Ramonet respecto a sus propiedades, así como su implicación directa en la defensa del uso legítimo de la tierra. 
Se sabe que Ramonet fue un entusiasta del cultivo del olivo desde finales del siglo XIX plantó cientos de ejemplares, principalmente de la variedad alfafarenca, en bancales de piedra seca que aún hoy moldean el paisaje de la zona.
Su hermano menor, probó fortuna en Alicante regentando el Bar Ramonet. El negocio, sin embargo, no tuvo éxito y regresó poco después al Tossal Redó para trabajar junto a su hermano en la explotación agrícola familiar, centrado en la producción de aceite y el mantenimiento de los olivares. Con el paso del tiempo y debido a la presión urbanística y la falta de relevo generacional, las tierras fueron vendiéndose progresivamente, hasta desaparecer la actividad agrícola de la familia en la zona durante las décadas de 1960 y 1970.
En 1904, Rita Morote y García también presentó una demanda contra Federico Ghiglione, su hermano Sixto Ghiglione y el socio Pablo Marín, alegando que habían utilizado su propiedad en el monte Tossal Redó para la explotación de minas de ocre sin su consentimiento, causando daños y perjuicios.
A principios del siglo XX, en 1906, Ernesto Roma y Figueres solicitó el registro de la mina La Zarza en Tossal Redó, y en 1907, la mina Castillo en la parte mutxamelera del Sabinar. Antonio Mora Olmos también registró en 1906 la mina Santa Filomena y, posteriormente, Filomena Segunda en el monte Tossal de Ocre. 
Más tarde, Julio de España Ghiglione, sobrino de Federico Ghiglione y su principal heredero, adquirió la propiedad de la Casa Nova. Aunque era médico de profesión, no se centró exclusivamente en el ejercicio de la medicina. Utilizaba esta vivienda como residencia ocasional para gestionar los cultivos y las minas familiares, como El Sabinar I, El Sabinar II, y su propia explotación denominada Siempre Los Dos. Sin embargo, su residencia habitual se encontraba en la ciudad de Alicante. Julio residió intermitentemente en la Casa Nova hasta su fallecimiento en 1948. Años después, y tras quedar abandonada, la casa fue demolida en la década de 1950, cuando se vendieron los terrenos.
La actividad minera comenzó a disminuir a mediados de siglo y se abandonó por completo en 1945 debido a la aparición de pigmentos sintéticos más baratos. 
A partir de la década de los 1970, la edificación de la zona comenzó de forma lenta, y a partir de 1985, el proceso de construcción se aceleró con la edificación de más de 100 casas.
En 1990, se fundó la Asociación de Vecinos Tossal Redó, la cual la componen los vecinos de Tossal Redó y también los de Baiona Alta, ya que en aquel entonces no había suficiente población en Baiona como para tener una propia, a día de hoy se denomina Asociación de Vecinos Tossal Redó y Baiona Alta. Los vecinos de esta asociación fueron los encargados de pagar la pavimentación de las calles y de crear las fiestas locales.

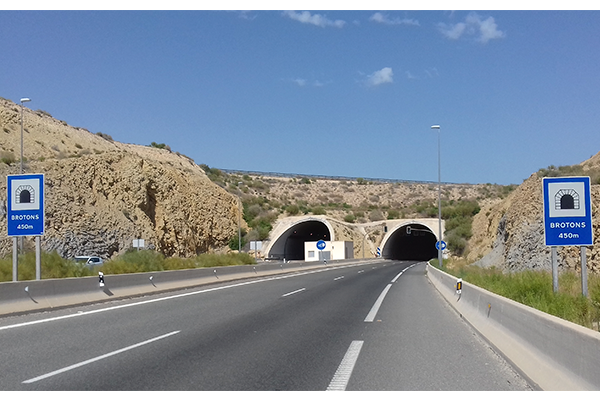
Túnel de Brotons

#### SigloXXI: Urbanización y demandas vecinales
Durante el siglo XXI, Tossal Redó ha experimentado importantes cambios en cuanto a urbanización e infraestructuras:

### Proyectos polémicos
- Túnel de Brotons: El túnel de Brotons (AP-7) fue polémico entre los vecinos del Tossal Redó debido al impacto sobre el paisaje y la fauna local. Su construcción comenzó a principios de siglo, pero no fue hasta 2007 cuando se inauguró. Los residentes temían que la obra afectara negativamente el entorno natural, las formaciones geológicas, caminos y la biodiversidad de la zona. Además, las preocupaciones sobre el ruido y la contaminación, aumentaron la controversia. [14]
- Antena de telefonía móvil: Fue instalada en 2009 a pesar de la preocupación de los vecinos por los efectos de la radiación electromagnética y el impacto visual'
- Proyecto de tren: Se propuso la construcción de una línea ferroviaria que atravesaría Tossal Redó para mejorar la conectividad. Sin embargo, el proyecto fue finalmente desestimado por falta de financiación y la oposición vecinal de todas las urbanizaciones afectadas.

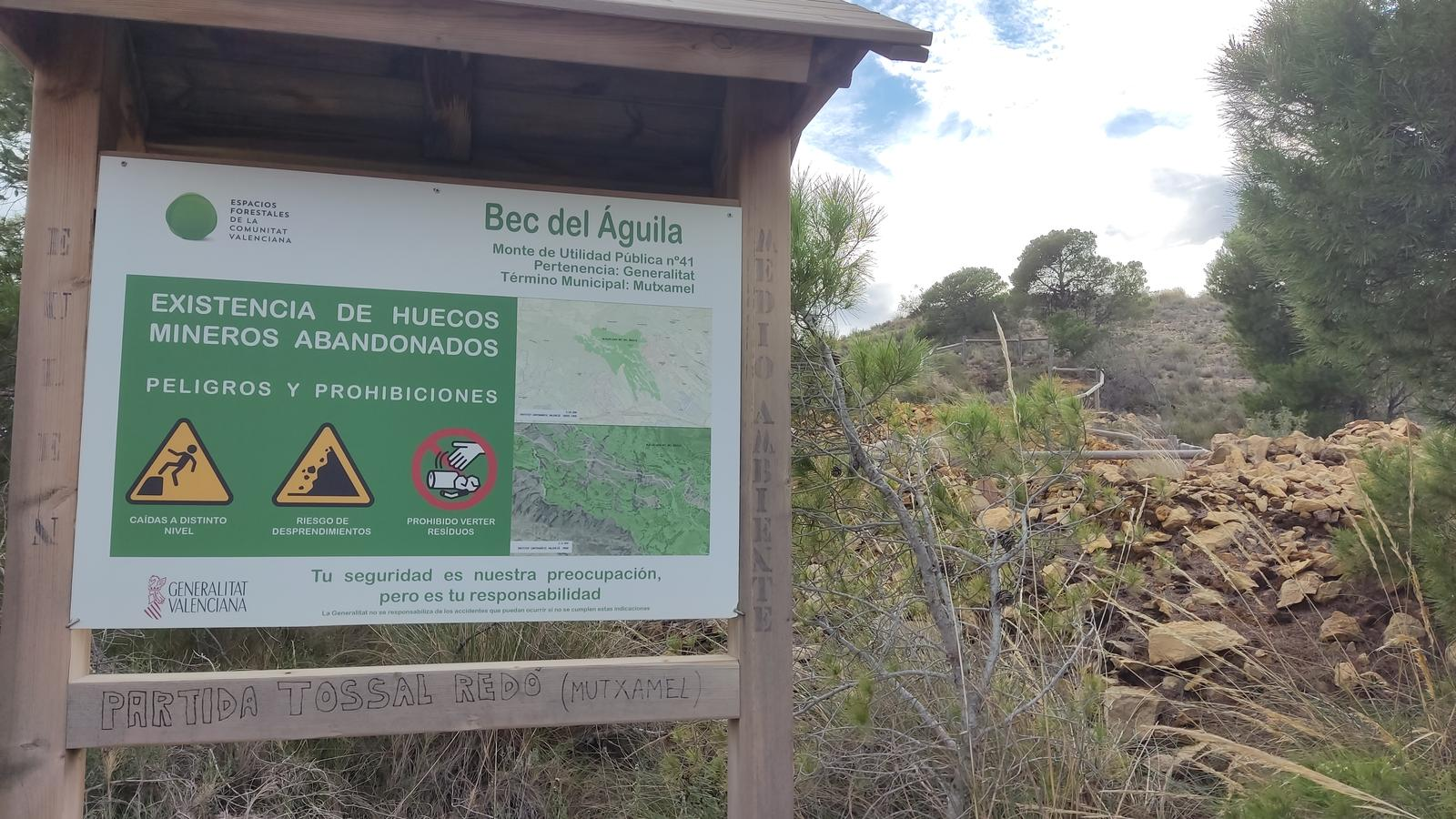
Cartel informativo del paraje ubicado cerca de las Minas de Ocre

### Mejoras ambientales
En 2022, la partida fue incluida en el Paraje Natural Municipal Bec de l’Àguila, una zona de 1.114 hectáreas que resalta el valor ecológico y geológico de la región. Esto convierte a Tossal Redó en un área protegida de gran interés para la conservación. 

## Incidencias municipales
- En la década de 1990, las calles de la urbanización de Tossal Redó fueron asfaltadas con financiación de los propios vecinos, quienes costearon el pavimento de las vías principales. No obstante, únicamente se incluyeron en el proyecto las arterias más transitadas, mientras que otros caminos secundarios, como el Camí Mines d’Ocre, quedaron sin asfaltar, a pesar de que sus residentes pagaron las mismas tasas y aportaciones que los de las calles principales. Esto generó conflictos entre los vecinos de dichas vías y el Ayuntamiento, ya que exigían un trato justo en la mejora de infraestructuras y transparencia en los criterios empleados para determinar qué calles se asfaltaban.

- En septiembre de 2018, la concejala de Urbanismo de San Vicente del Raspeig, Mariló Jordá (Guanyar), llevó al Pleno municipal una moción de urgencia para reclamar al Ayuntamiento de Mutxamel la instalación de contenedores de basura en la partida de Tossal Redó. Jordá argumentó que, aunque los vecinos de esta zona están empadronados en Mutxamel, el único acceso viable discurre por suelo  de San Vicente del Raspeig, y no existe ningún punto de recogida, lo que les obliga a recorrer varios kilómetros o a abandonar sus residuos junto al camino. Además, denunció que el recibo anual de la tasa de basuras en San Vicente se había incrementado un 18%, mientras que en Mutxamel los vecinos de Tossal Redó siguen pagando solo 85 € anuales, frente a los aproximadamente 100 € de la media local.[16]

El portavoz del PSOE, Rufino Selva Guerrero, apoyó la urgencia de la moción, y el concejal delegado de Infraestructuras y Servicios, Rafael Juan Lillo Tormo, defendió el texto ante el Pleno.
El alcalde de Mutxamel, Sebastián Cañadas (PP), respondió que su municipio ya gestiona un volumen de restos de poda y jardín muy superior al de otros ayuntamientos de la comarca de l’Alacantí y culpó a San Vicente de “exigir sin proponer un plan concreto”. Propuso, además, la creación de una comisión mixta entre ambos consistorios para definir la ubicación, financiación y mantenimiento de los contenedores, así como la limpieza periódica del vial.
Este intercambio evidenció la falta de coordinación intermunicipal en la prestación de servicios básicos en zonas rurales limítrofes.
Cinco años más tarde, en agosto de 2023, la asociación de vecinos de Tossal Redó denunció la acumulación de basura en un solar junto al acceso rodado desde San Vicente del Raspeig, que daba la bienvenida a quienes entraban en el término municipal de Mutxamel. Según el presidente de la asociación de vecinos, Sebastián Lozano, los residentes habían remitido el año anterior una carta al Ayuntamiento de Mutxamel sin recibir respuesta, y al dirigirse a San Vicente les informaron de que no tenían presupuesto, algunos cálculos situaban en 7.000 € el coste de traer maquinaria para la limpieza, lo que prolongó el vertido incontrolado durante al menos siete semanas.
El Ayuntamiento de San Vicente aseguró que ya había programado limpiezas extraordinarias, una mensual para este tipo de vertederos irregulares, que pueden alcanzar hasta 9.000 € por actuación debido a la complejidad logística. Sin embargo, la asociación vecinal mantuvo sus quejas por el riesgo sanitario generado por la presencia de ratas y zorros, así como riesgo de incendios por la acumulación de restos vegetales secos junto al vial
Tras esta situación, el Ayuntamiento de San Vicente del Raspeig volvió a reclamar al de Mutxamel la instalación de contenedores de recogida de residuos en la partida de Tossal Redó, alegando que la ausencia de puntos de recogida provocaba pérdidas de ingresos por tasas de basura y un aumento de los costes de limpieza generado fuera de su término municipal. 
El Ayuntamiento de Mutxamel, de nuevo, no tomó en consideración la petición y mantuvo silencio administrativo, lo que llevó al Ayuntamiento de San Vicente a acusar a Mutxamel de tener "marginada" al Tossal Redó. Éste criticó la contradicción de presumir de su paraje natural mientras descuida el mantenimiento de esta partida rural. San Vicente lamentó la falta de compromiso del Ayuntamiento de Mutxamel con la partida y expresó su esperanza de que los vecinos de Tossal Redó algún día emprendan acciones ante esta dejadez.

## Fiestas

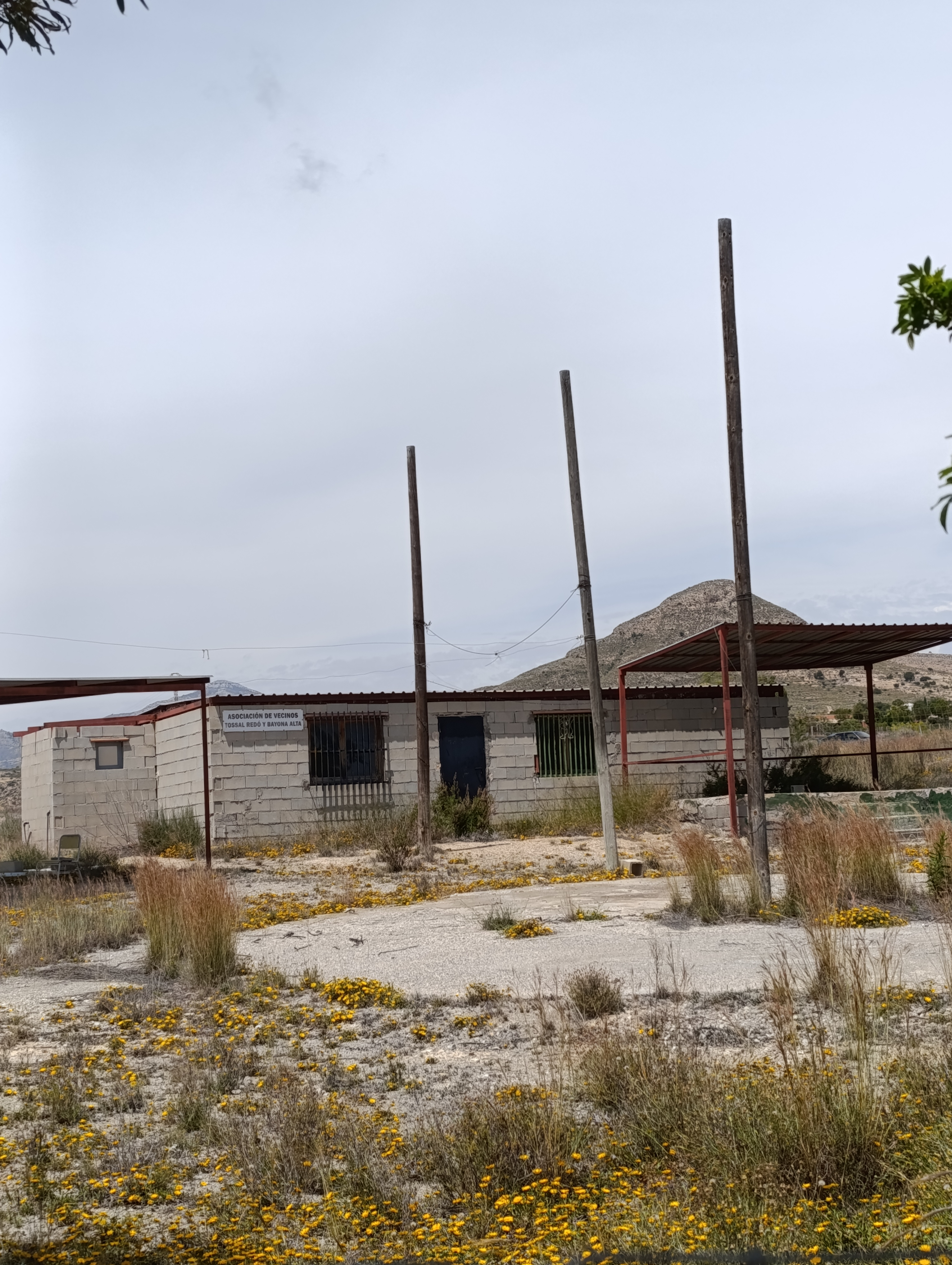
Recinto de la asociación y fiestas del Tossal Redó

Las Fiestas del Tossal Redó fueron una fiesta celebrada ente 1990 y 2010. Durante este período, la zona fue conocida por sus fiestas populares, que reunían a vecinos, familiares y visitantes. Destacaba la fiesta de verano, celebrada el domingo o fin de semana más cercano al 15 de agosto' Se organizaban eventos y se realizaban entregas de premios a los ganadores de las competiciones. Aunque estas celebraciones han disminuido con el tiempo, siguen siendo recordadas como un momento de unión vecinal. Los vecinos están trabajando para volver a retomarlas.
- Verbenas: Se organizaban noches de música en vivo.
- Concursos de disfraces: Tanto niños como adultos participaban en concursos de disfraces, mostrando su creatividad y sentido del humor. A veces formaban entre todos un único disfraz.
- Juegos populares: Se llevaban a cabo juegos tradicionales que promovían la participación de personas de todas las edades.
- Comidas comunitarias: Los vecinos compartían platos típicos en comidas al aire libre, como paellas, fortaleciendo los lazos de la comunidad. [2]

## Sectores Urbanos
| Sector | Descripción | Viviendas aproximadas | Población |
| ------ | --- | --------------------- | --------- |
| I      | El Tossal Redó, o Tossal Redó I. Falda sureste del Tossal Redó. El sector más grande y poblado, conurbación con La Baiona Alta (no entra Baiona Alta) | 120                   | 267       |
| I      | Conocido como "Tossal Redó del barranco". Al oeste del sector A, en la falda del Barranc de Brotons y el Tossal Redó.                                 | 14                    | 15        |
| II     | Conocido como Tossal Redó II, es la zona más septentrional del municipio.                                                                             | 52                    | 53        |

## Elevaciones[21]
| Nombre oficial | Nombre local        | Tipo    | Sierra       | Elevación m s. n. m. |
| -------------- | ------------------- | ------- | ------------ | -------------------- |
| El Sabinar     | El Sabinar          | Montaña | Serra Pelada | 469 m s. n. m.       |
| Tossal d'Ocre  | Tossal de Ocre      | Montaña | Serra Pelada | 431 m s. n. m.       |
| Tossal Redó I  | Tossal Redó         | Montaña | Tossal Redó  | 423 m s. n. m.       |
| Tossal Redó II | Tossal de les Cocas | Monte   | Tossal Redó  | 361 m s. n. m.       |
| El Terol       | El Terol            | Colina  | N/A          | 281 m s. n. m.       |

## Lugares de Interés
- Minas de Ocre: Ubicadas en el Barranc dels Cocons, en la Serra Pelada, fueron una actividad minera que se desarrolló entre 1884 y 1945. En la actualidad, el lugar se encuentra abandonado y de acceso restringido debido a la presencia de pozos profundos sin protección.[22]
- Circuito Guijarro Tot Esport: Instalación de ciclismo de montaña que en el pasado albergó competiciones y eventos, actualmente en estado de abandono. También contaba con un bar/cantina. [23]
- Cuevas Artificiales y Refugios: Construcciones hechas principalmente de tierra, dispersas por la partida.
- Presa de Cocons: Se trata de una presa construida en el Barranc dels Cocons tras la riada de 1997 que afectó bastante a la Albufereta (a donde llega el agua de este barranco). Sirve para contener grandes riadas y evitar desastres aguas abajo, además de ayudar a defender la fauna y flora del barranco ante lluvias fuertes. [24]

## Ubicaciones geológicas de interés
- Tossal Redó (Montaña): Montaña de 424 metros de altura que le da nombre a la partida.Cuevas del Tossal Redó

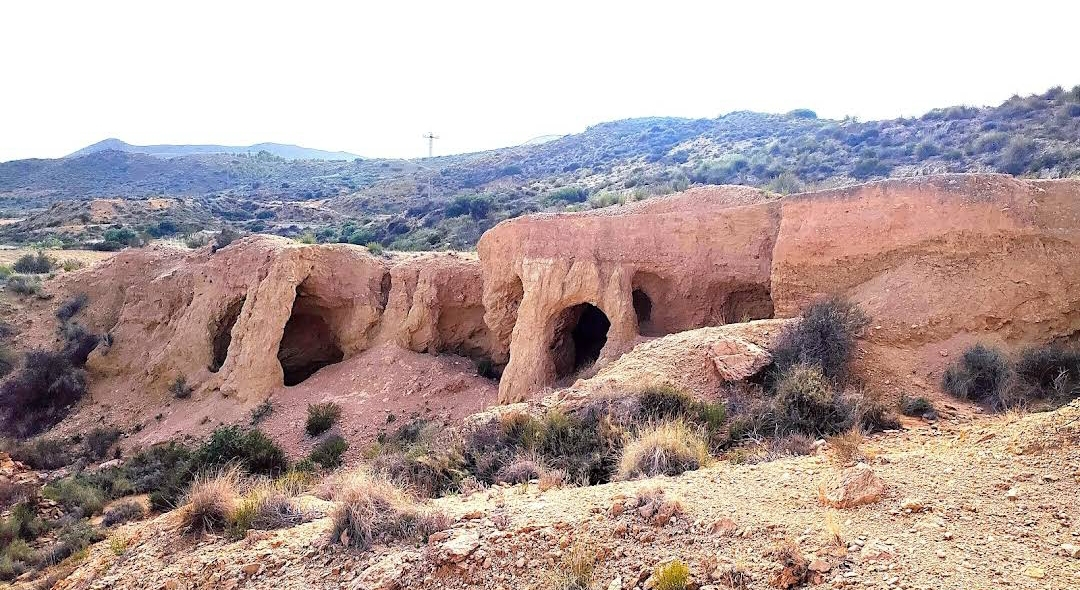
Cuevas del Tossal Redó

- Cuevas del Tossal Redó: Pequeñas cavidades naturales situadas en la falda del Tossal Redó I, frente al Tossal del Barranc. Aunque no son muy profundas, ofrecen un atractivo para los aficionados al senderismo y la exploración debido a sus formas extrañas.
- Barranc dels Cocons (Río Seco): Un barranco popular entre senderistas y ciclistas, que alberga una variada fauna, incluyendo ranas, conejos, lagartos ocelados, comadrejas, etc.
- Paraje Natural Municipal Bec de l’Àguila: Espacio natural protegido reconocido por su biodiversidad y valor ecológico. [15]

- Cueva de los Halcones: Una amplia cueva natural ubicada en la ladera sur de la montaña Tossal Redó I, con vistas a Alicante y el mar mediterráneo, cueva donde también se hizo una mina.
- Cova dels Lleons: En la ladera norte del Tossal Redó I se puede visitar un abrigo rocoso que posee excelentes vistas hacia la sierra del Ventós y el Maigmó.[25]

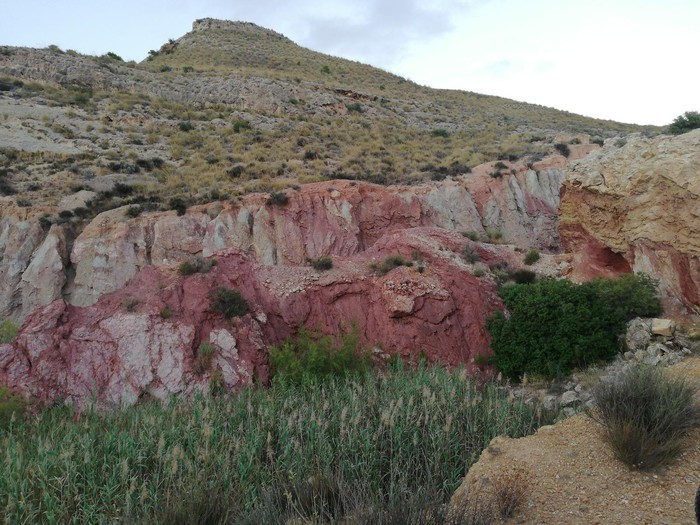
Franja triásica del Tossal Redó II

- Franja Triásica del Tossal Redó II: En la base occidental del cerro Tossal Redó II (también conocido como Tossal de les Cocas) aflora una estrecha franja triásica o mancha triásica (conocida cómo Franja Triásica del Tossal Redó II) de notable interés geológico, formada por margas rojizas con abundantes cristales de jacinto de Compostela (yeso impuro). Este afloramiento contrasta claramente con las calizas margosas micáceas de tonalidad verdosa y grisácea que lo rodean. Las margas se depositaron durante el Triásico medio o superior, hace aproximadamente 200 a 230 millones de años, en un ambiente continental con fuerte evaporación. La presencia de yeso indica condiciones áridas, con sedimentación en zonas endorreicas sin conexión marina. La franja aparece como una unidad aislada, encajada en materiales más modernos del Cretácico inferior. En el fondo del barranco donde aflora esta unidad se desarrolla una densa vegetación de cañaveral (Arundo donax), característica de suelos húmedos. La humedad presente proviene del cercano acuífero del Tossal Redó I, que actúa como zona de recarga hídrica. El agua infiltrada en ese cerro, situado en cotas superiores, fluye subterráneamente y aflora al contactar con las margas triásicas, que funcionan como barrera impermeable, formando así un pequeño humedal natural que se mantiene activo incluso en épocas secas.  En las inmediaciones se conservan restos de edificaciones antiguas construidas con ladrillo cerámico tradicional, posiblemente relacionadas con antiguos usos mineros o con la recolección de materiales como el ocre amarillo, aunque no hay constancia directa de su explotación en esta franja concreta.[26]

## Fauna
La transformación de los ecosistemas naturales por la actuación humana ha provocado la progresiva desaparición de gran parte de las poblaciones animales existentes, por lo que la Comarca de Alicante no es una zona de gran riqueza faunística.
- Anfibios: Se pueden encontrar en estanques y en los cocons (balsas de agua estacionales) que se dan en el Barranc dels Cocons anfibios como la rana (Rana perezi) y el sapo común (Bufo bufo). [15]
- Aves: En esta área se han contabilizado más de 100 especies distintas entre aves nidificantes, sedentarias y migratorias. Algunas de estas son: búho real (Bubo bubo), águila azor perdicera (Hieraaetus fasciatus), águila culebrera europea (Circaetus gallicus), cogujada montesina (Galerida theklae), chova piquirroja (Pyrrhocorax pyrrhocorax) o el amenazado camachuelo trompetero (Bucanetes githagineus), entre otras. Y otras mucho más comunes como la urraca (Pica pica), la perdiz roja (Alectoris rufa), el carbonero común (Parus major), la curruca cabecinegra (Sylvia melanocephala), el alcaudón común (Lanius senator) o la tórtola (Streptopelia turtur). [15]
- Mamíferos: También mamíferos como el ratón de campo (Apodemus sylvaticus), murciélago enano (Pipistrellus pipistrellus), la gineta (Genetta genetta), el conejo (Oryctolagus cuniculus), el topillo mediterráneo (Microtus duodecimcostatus), la comadreja (Mustela nivalis), el erizo europeo (Erinaceus europaeus) y el zorro rojo (Vulpes vulpes). En la mayoría de los casos se pueden observar sus madrigueras. [15]
- Reptiles: Los reptiles en esta zona son muy abundantes, como el eslizón ibérico (Chalcides bedriagai), la culebra bastarda (Malpolon monspessulanus), la culebra de cogulla (Macroprotodon cucullatus), la lagartija cenicienta (Psammodromus hispanicus) o el lagarto ocelado (Lacerta lepida). [15]
- Lepidópteros: Dentro del amplio grupo de la fauna invertebrada, el grupo a destacar por su diversidad en la zona así como por su abundancia en momentos puntuales es el de los lepidópteros (mariposas), haciendo especial mención a la mariposa del cardo (Vanessa cardui), la blanquita de la col (Pieris rapae), la polilla (Eurranthis plummistaria), la mariposa del madroño (Charaxes jasius) y la arlequín o mariposa de las aristoloquias (Zerynthia rumina), esta última catalogada en peligro de extinción.[15]

## Flora
La flora del territorio tiene significativa importancia ecológica por su adaptabilidad a vivir y colonizar ambientes de condiciones extremas. Esta flora también presenta cierta importancia por su papel contra la erosión del suelo. Asimismo, la especial importancia radica en una extensa área de bancales que fue incluida en la zona ZEPA debido a que se trata de zonas de campeo que las aves utilizan para alimentarse.
La zona es interesante desde un punto de vista botánico por albergar una buena representación del tomillar alicantino en el que destacan las especies Sideritis leucantha subsp. leucantha (rabo de gato), Teucrium carolipaui, Thymus moroderi (cantueso) y Vella lucentina. 
Las especies que poseen una especial protección y que hacen de esta zona un espacio de gran interés natural son:
- Vella lucentina: especie cuya única distribución mundial va de la microrreserva de flora del Bec de l’Àguila hasta el término municipal de Monforte del Cid.
- Sideritis leucantha subsp. leucantha: endemismo valenciano.
- Thymus moroderi: endemismo valenciano y de provincias limítrofes.
- Teucrium carolipaui subsp. cinereum: endemismo iberolevantino.

## Clima
El norte de Muchamiel presenta un clima mediterráneo. Las temperaturas en verano suelen sobrepasar los 35 °C y en invierno mínimas de hasta 2 °C normalmente en horas nocturnas y mañaneras. Para poder tener cualquier recuerdo de nieve en Tossal Redó hemos de remontarnos a la década de 1970s. Es usual que en los meses de septiembre y octubre a consecuencia de la gota fría caigan precipitaciones en forma de granizo. Las precipitaciones son concurridas y muy irregulares a lo largo del año, llegando así a medias de 408 mm. Es muy común, sobre todo en invierno presenciar fuertes aires.

## Recursos hídricos
Tossal Redó contaba antiguamente con un punto de captación de agua subterránea: el Pozo Tossal Redó, situado en la sierra homónima. Este pozo extraía agua del acuífero ubicado bajo la montaña, parte del sistema hidrogeológico de Mutxamel. Sin embargo, debido a la baja calidad del agua, que no resultaba adecuada ni para consumo humano ni para algunos usos domésticos, su extracción fue abandonada hace ya varios años. En la actualidad, el abastecimiento de agua en la partida proviene del Canal del Taibilla, que garantiza una mejor calidad y continuidad en el suministro para riego, usos domésticos no potables y otras necesidades básicas.